# Christoph von Scheurl

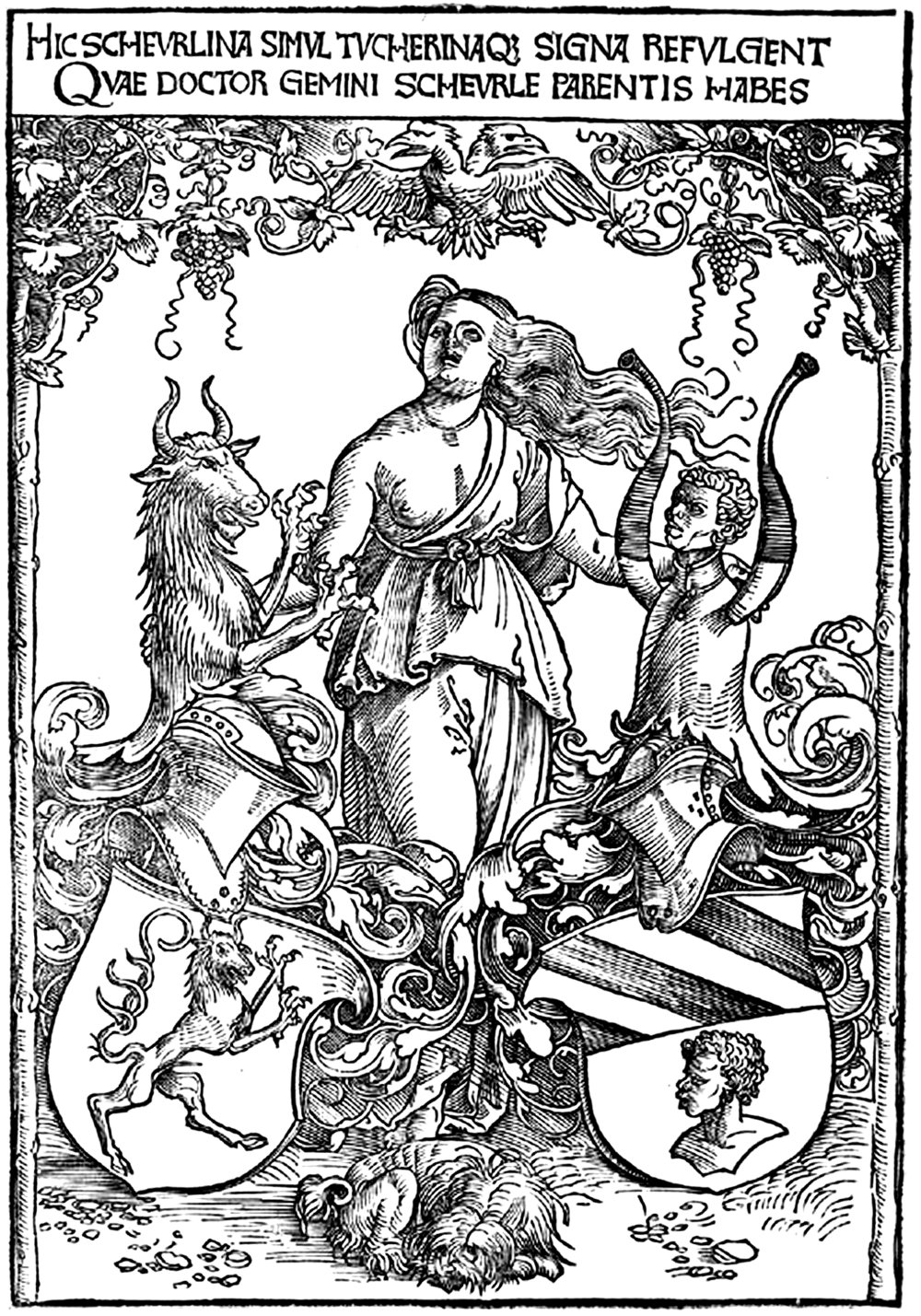
Albrecht Dürer: Armoiries des Scheurl et des Tucher, c. 1512

Christoph von Scheurl (né le 11 novembre 1481 à Nuremberg - mort le 14 juin 1542) est un juriste, diplomate et humaniste allemand.

## Œuvre écrit
- De rebus gestis Alberti Ducis Saxioniae
- De Vita Ant. Cressenis
- Tractatus de sacerdorum & ecclesiasticarum rerum praestantia, Leipzig 1511
- Lib. De laudibus Germaniae & Ducum Saxoniae, Leipzig 1508
- Epistolae Ad Charit. Pirckhameram, Nürnberg 1513
- Epistolae Ad Staupitium de statu sive regimine reipubl. Noricae
- Epistolae Ad Petrus Bernstein, 1580